# 福田佳緒理
福田 佳緒理（ふくた かおり、1988年5月12日 - ）は、日本のフリーアナウンサー。富山県富山市出身。

## 略歴・人物
- 富山市立月岡小学校在学中の頃からアナウンサーに憧れ、富山市立月岡中学校を経て富山県立富山高等学校時代は放送部に入部。放送部部長、生徒会副会長も務めた。
- 奈良女子大学文学部国際社会文化学科卒業。チューリップテレビ2011年4月入社。2015年3月退社。
- チューリップテレビの先輩アナ・鎌田香奈（2014年退社）、後輩アナの谷口菜月と同じくアナウンススクール生田教室出身。
- 大学在学中に2009年度ミス奈良、2011年大阪天満宮天満天神えびす祭の代表招福娘に選ばれた。
- 大学時代に社会調査士の資格を取得している。
- 苗字の読みは「ふくだ」ではなく「ふくた」。そのアピールのため、ブログのタイトルを「にごりなしのふくた。」にしていた。

## 出演

### 現在
なし

### 過去
- N6（天気）
- NEWS深夜便
- ミタイノコレクション
- 柴田理恵認定 ゆるゆる富山遺産（リポーター）
- チューリップテレビNEWS

など